# Gare de Thourotte
Gare de Thourotte vasútállomás Franciaországban, Thourotte településen.

## Vasútvonalak
Az állomást az alábbi vasútvonalak érintik:
- Creil–Jeumont-vasútvonal

## Kapcsolódó állomások
A vasútállomáshoz az alábbi állomások vannak a legközelebb:
- Gare de Longueil-Annel
- Gare de Ribécourt